# Akamalik

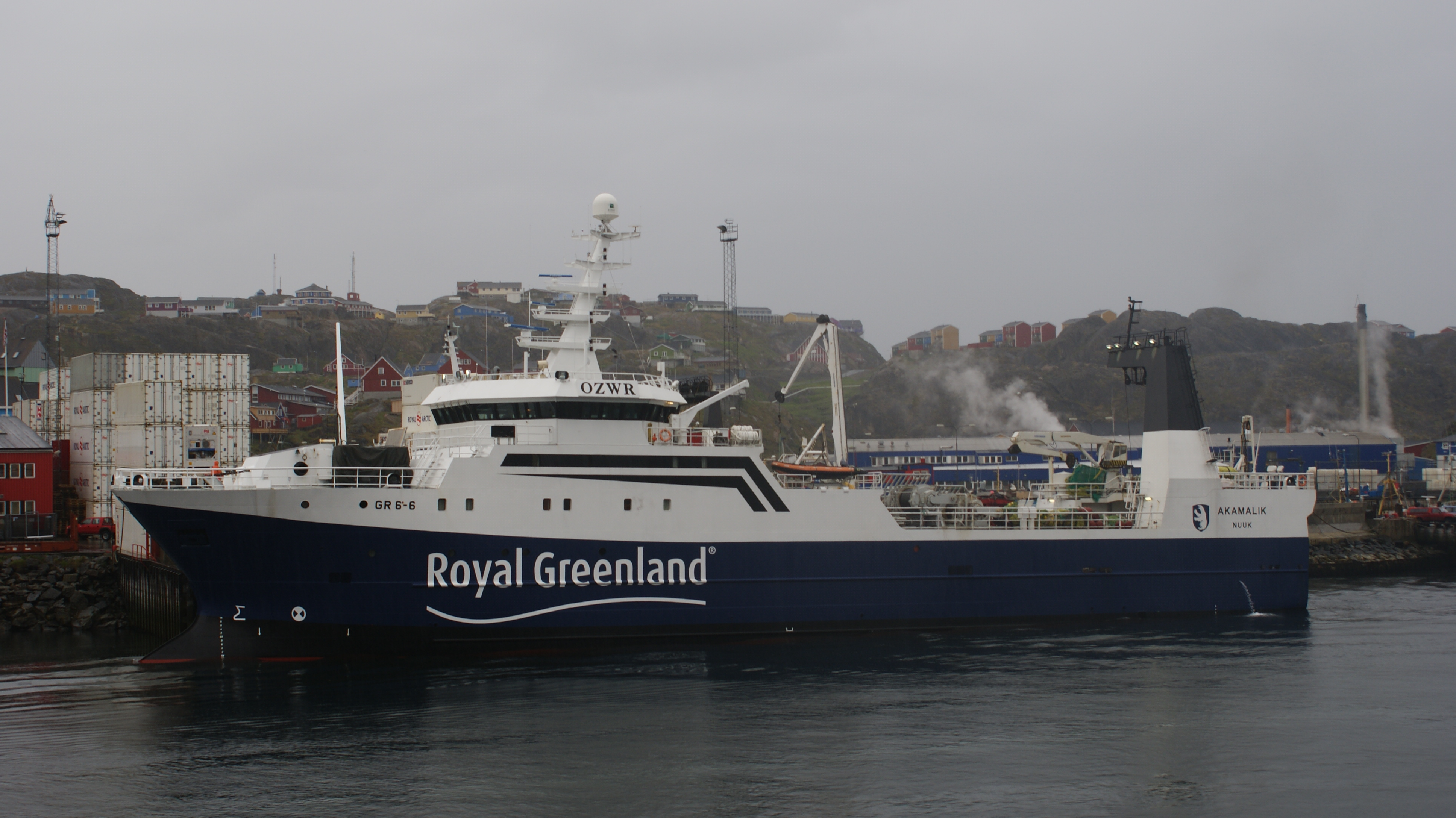
Akamalik

Akamalik är det i särklass största trålfiskefartyget i Grönland. Det ägs av Royal Greenland, och har sin hemmahamn i Sisimiut. En stor del av fångsten utgörs av räkor. 

## Fakta om båten
- Ägare: Royal Greenland A/S
- Manager: Royal Greenland A/S
- Typ: 510 - Stern Trawler
- Byggår: 2001